# پانچ کردن

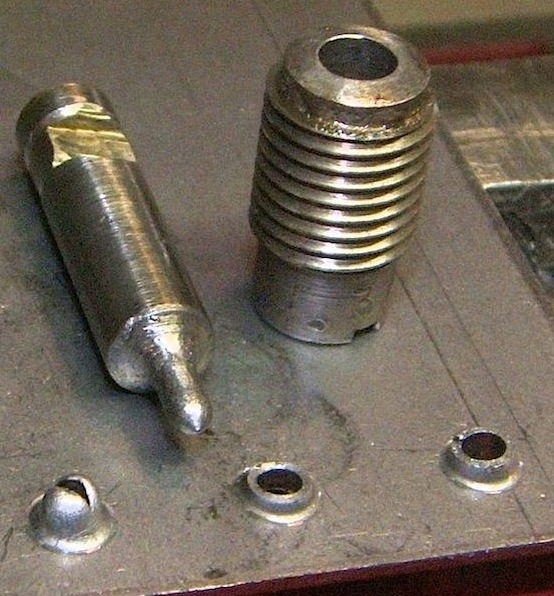
سوراخ‌های اکسترود شده با مشت و قالب برای ایجاد آنها استفاده می‌شود. از سوراخ خلبان در سمت چپ استفاده نشده‌است.

یکی از فرایندهای شکل دهی پانچ کردن می‌باشد. این فرایند با استفاده از دستگاه پرس پانچ انجام گرفته و با اعمال نیروی برشی، سوراخی در قعطه به وجود می‌آورد. فرایند پانچ کردن در صنعت بسیار مورد استفاده است. بسیاری از ورق‌ها با جنس‌های گوناگون با استفاده از این فرایند به محصول نهایی تبدیل می‌شوند. در طی فرایند پانچ کردن یک حلقه حلزون قراضه از سوراخ درون قالب قرار می‌گیرد. بسته به ماده ای که پانچ می‌شود، ممکن است این حلزون بازیافت شود و دوباره مورد استفاده قرار گیرد یا دور بریزد.
پانچ کردن برای ایجاد سوراخ در موادی که به صورت ورقه ای هستند و با تیراژ متوسط تا بالا تولید می‌شوند، به‌طور معمول مقرون به صرفه‌ترین روش می‌باشد. فرایند خالی شدن هنگامی رخ می‌دهد که از یک پانچ ویژه برای به وجود آوردن چندین قسمت قابل استفاده از یک ورق استفاده شود. در کاربردهای آهنگری (متالورژی)، فرایند پانچ اغلب در حالتی که ماده گرم است صورت می‌گیرد که به این کار اصطلاحاً پانچ کردن گرم گفته می‌شود. ضربه زنی (Slugging) عمل پانچ کردنی است که در آن پانچ به محض کامل شدن شکستگی فلز متوقف می‌شود و فلز برداشته نمی‌شود بلکه در سوراخ نگه داشته می‌شود.

## روند
ابزار پانچ (پانچ و قالب) به‌طور معمول از فولاد سخت یا کاربید تنگستن ساخته می‌شود. قالب در طرف مقابل قطعه کار قرار می‌گیرد و مواد را در پیرامون محیط سوراخ تثبیت می‌کند و به متمرکز کردن نیروهای برشی برای تمیز بودن اطراف لبه‌ها کمک می‌کند. فاصله بسیار کمی بین پانچ و قالب جهت جلوگیری از چسبیدن سوراخ به داخل قالب وجود دارد به همین علت از نیروی کمتری برای به وجود آوردن سوراخ مود نیاز است. میزان فاصله بین پانچ و قالب به ضخامت ماده وابسته است و با یکدیگر رابطه مستقیم دارند به عبارتی هرچه از مواد ضخیم‌تری استفاده شده باشد به فاصله بیشتری نیاز است و برعکس. این فاصله همواره از ضخامت قطعه کار بیشتر می‌باشد. از پارامترهای دیگری که در این فاصله نقش دارد می‌توان به سختی قطعه مورد استفاده اشاره کرد. دستگاه پرس پانچ با فشار دادن پانچ به سمت قطعه کار سوراخی ایجاد می‌کند که اندازه قطر آن یا با پانچ یکسان می‌باشد، یا بعد از برداشتن پانچ کمی کوچکتر است. تمام مواد شکل‌پذیر در حین پانچ کردن تا حدی کشیده می‌شوند که این کار باعث می‌شود پانچ در اکثر مواقع به قطعه کار بچسبد. در این حالت، باید پانچ را به بیرون کشید و این فرایند به عنوان برداشتن شناخته می‌شود. دیواره‌های سوراخ معمولاً به دلیل وجود عیوبی چون شکستگی واژگونی به پردازش نیاز دارند.

## ویژگی‌های پانچ کردن
ویژگی‌های مشت زدن عبارتند از:
- فرایند پانچ کردن ارزان‌ترین فرایند جهت ایجاد سوراخ در نوار یا ورق‌های فلزی برای ساخت و تولید متوسط تا بالا می‌باشد.
- این فرایند می‌تواند سوراخ‌هایی با اشکال مختلف ایجاد کند.
- پانچ‌ها و قالب‌ها معمولاً از فولاد یا کاربیدهای مختلف ساخته می‌شوند.
- باعث ایجاد یک ناحیه سوختگی شده می‌شود و در دیواره کناری سوراخ حاصل می‌شکند.[۱]
- پانچ کردن یک یک فرایند بسیار سریع است.

## هندسه

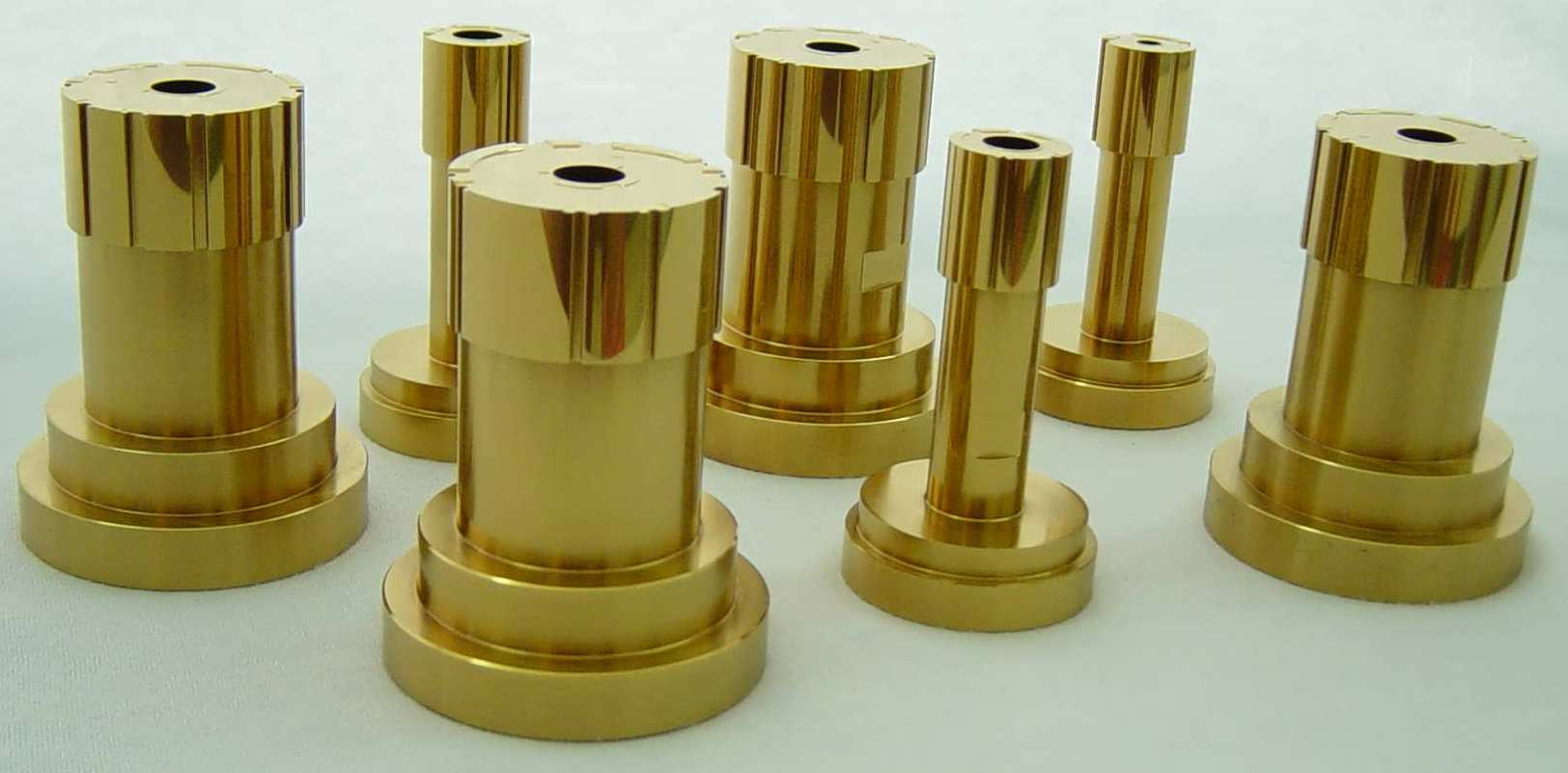
نیترید تیتانیوم (TiN) با استفاده از روش رسوب قوس کاتدی، منگنه‌های صنعتی پوشش داده شده

در این فرایند اغلب قطعاتی که استفاده می‌شود به صورت ورقه ای یا رول می‌باشد. این قطعات با توجه به کاربردشان می‌توانند از مواد مختلفی تهیه شده باشند که در این بین فلزات و پلاستیک‌ها بسیار مورد توجه قرار دارند. پانچ‌ها و قالب‌ها می‌توانند شکل‌های مختلفی داشته باشند تا بتوانند سوراخ‌های متفاتی را خلق کنند. چند پانچ با شکل‌های گوناگون می‌توانند همزمان مورد استفاده قرار گیرند تا قطعه را در یک مرحله ایجاد کنند.
به‌طور معمول پانچ و قالب را در ابعادی نزدیک به یکدیگر درست می‌کنند. به همین علت هنگام برخورد پانچ و قالب لبه بریده شده ایجاد می‌کنند. از پانچ‌هایی که به طرز چشمگیری کوچکتر از قالب هستند، می‌توان برای ایجاد یک سوراخ اکسترود شده استفاده کرد که در آن پانچ، مواد را به اطراف جابجا می‌کند و یک لوله عمود بر ورق پانچ شده ایجاد می‌کند.

## تجهیزات
در مقابل اغلب دستگاه‌های پرس پانچ که به صورت مکانیکی و با نیروی زیاد کار می‌کنند، پانچ‌های ساده هستند که معمولاً با دست عمل می‌کنند. اجزای اصلی و مهم این دستگاه‌های پرس مکانیکی می‌توان به قاب، موتور، کلاف، ستون‌های قالب، تقویت کننده و بدنه اشاره کرد. پانچ در کلاف نصب شده و قالب نیز روی صفحه تقویت کننده متصل می‌شود. ضایعات تولید شده در فرایند پانچ کردن با جلو رفتن قطعه کار به سمت سوراخ بعدی، پایین ریخته می‌شود و از بین می‌روند. متداول‌ترین دستگاه پرس پانچ در صنعت، پرس پانچ بزرگی به نام CNC می‌باشد که توسط کامپیوتر کنترل می‌شود. این ماشین‌ها از نیروی هیدرولیک و همچنین پنوماتیک برای فشار دادن پانچ به قطعه مورد نظر برای ایجاد شکل مطلوب استفاده می‌کنند.

## نیروها
رابطه زیر نیروی مورد نیاز پانچ را در فرایند پانچ کردن یک ورقه فلزی برای ما محاسبه می‌کند:
{\displaystyle F=0.7tL(UTS)}
در رابطه بالا t ضخامت ورق و L کل طول بریده شده‌است و UTS مقاومت نهایی در برابر کشش ماده می‌باشد.
نیروی مورد نیاز برای پانچ کردن در طی مراحل فرایند شکل قالب و پانچ بستگی دارد. این نیرو در طول فرایند افزایش می‌یابد زیرا کل ضخامت مواد به یکباره بریده می‌شود. پانچ مورب نیروی مورد نیاز را کاهش می‌دهد به همین علت برای برش قطعاتی که ضخامت بالاتری دارند، مناسب تر است. قالب‌های ترکیبی که امکان ایجاد چند شکل را فراهم می‌کنند، به‌طور کلی روند را کند کرده و از سایر قالب‌ها گران‌تر هستند.

## پلاستیک
پانچ کردن در ساخت پلاستیک معمولاً برای از بین بردن ضایعات پلاستیکی از قطعه مورد نظراستفاده می‌شود. به عنوان مثال، در قالب‌گیری بادی اکستروژن معمولاً استفاده از این فرایند برای از بین بردن ضایعات از بطری‌ها یا سایر ظروف قالب‌گیری شده استفاده می‌شود.
در ماشین آلات شاتل، قسمت‌های اضافه ظروف در داخل دستگاه جدا شده و ظروف هنگامی که تکمیل شدند از دستگاه قالب‌گیری بادی خارج می‌شوند. دیگر تجهیزات قالب‌گیری بادی، مانند ماشین آلات چرخان، نیاز به استفاده از جداسازی پایین دست دارد. انواع تجهیزات جداسازی پایین دست شامل دستگاه‌های برش برای از بین بردن دم، دستگاه‌های برش پانچ چرخشی یا رفت و برگشتی است.